# Belgrade (Nebraska)
Belgrade – wieś w Stanach Zjednoczonych, w stanie Nebraska, w hrabstwie Nance.